# إيفيت لوبيز
إيفيت لوبيز (بالإسبانية: Ivette López)‏ مواليد 12 يوليو 1990، هي لاعبة كرة مضرب مكسيكية. أعلى مركز لها في تصنيف رابطة محترفات كرة المضرب في الفردي كان المركز الـ 1046 في سنة 2007. أعلى تصنيف لها في الزوجي كان المركز الـ 500 في سنة 2011.

## روابط خارجية
- إيفيت لوبيز على موقع رابطة محترفات التنس (الإنجليزية)
- إيفيت لوبيز على موقع الاتحاد الدولي لكرة المضرب (الإنجليزية)